# Lilla
|  | Aquest article tracta sobre la ciutat francesa. Vegeu-ne altres significats a «Lilla (Montblanc)». |

Lilla (en francès i oficialment, Lille; en flamenc, Rijsel) és una ciutat i un municipi del nord de França, capital del departament del Nord i de la regió dels Alts de França. Coneguda com la «Capital de Flandes», Lilla esdevé, amb els seus 232.741 habitants censats el gener de 2015, la principal ciutat, juntament amb Roubaix, Tourcoing i Villeneuve-d'Ascq, de la metròpoli europea de Lilla, intercomunitat que agrupa 85 comunes i que compta al voltant d'1,2 milions d'habitants. Dins la seva part francesa, el conjunt urbà de Lilla és el quart de França en població, amb 1.015.744 habitants (Lillois et Lilloises, lillencs i lillenques) censats l'1 de gener de 2012, per darrere de París, Marsella i Lió, i la seva àrea metropolitana és la cinquena de França amb 1.150.530 habitants. Més àmpliament, la ciutat forma part d'una vasta conurbació formada amb les ciutats belgues de Mouscron, Courtrai, Tournai i Menin, el qual va originar el gener del 2008 el primer Grup europeu de cooperació territorial, l'Eurometròpoli Lilla Kortrijk Tournai, que abasta més de 2.100.000 habitants. Amb les ciutats de l'antiga conca minera del Nord-Pas-de-Calais, Lilla s'integra també a un conjunt metropolità de més de 3,7 milions d'habitants, conegut com a «àrea metropolitana de Lilla».
El seu nom en picard antic (L'Ille, l'illa), així com en flamenc francès (Rysel [ri:səl], i Rijsel [reɪsəl] en neerlandès; de «ter Yssel») provindria de la seva localització primitiva sobre una illa dels pantans de la vall del riu Deule on va ésser fundada. Lilla i els seus voltants, com la ciutat de Douai, pertanyien a la regió històrica del Flandes romà, territori del antic comtat de Flandes, sense formar-ne part de l'àrea lingüística del flamenc occidental (tingueu en compte, però, que la toponímia al Flandes romà és sovint flamenca). Ciutat fortificada, Lilla ha experimentat una història agitada des de l'Edat Mitjana fins a la Revolució Francesa. Coneguda per haver esdevingut la ciutat més assetjada de França, Lilla ha pertangut al comtat de Flandes, al regne de França, al ducat de Borgonya, al Sacre Imperi Romanogermànic i als Països Baixos espanyols abans d'ésser definitivament represa per França al final de la guerra de Successió Espanyola. La ciutat va ser encara assetjada el 1792 durant la guerra franco-austríaca i molt durament castigada pels dos conflictes mundials del segle xx al curs dels quals va ésser ocupada.
Ciutat de tradició comercial des dels seus orígens, manufacturera des del segle xvi, la revolució industrial va fer de Lilla una gran capital econòmica, principalment gràcies a la producció tèxtil i mecànica. Llur declivi, a partir dels anys seixanta, obre un llarg període de crisi, i no és fins a partir dels anys noranta que la reconversió envers el sector terciari i la rehabilitació dels barris més afectats donen una altra imatge a la ciutat. La construcció del nou districte de negocis Euralille a partir de 1988, amb la construcció de torres d'oficines que ubicaran Lilla com la segona ciutat de negocis fora de París, l'arribada del TGV el 1993 i de l'Eurostar el 1994, i el desenvolupament d'un pol universitari, que acull al principi dels anys 2000 prop de 100.000 estudiants, marcaran l'evolució de la ciutat els darrers anys. La denominació com a Ville d'art et d'histoire el 2004 i les manifestacions de Lilla 2004, Capital europea de la cultura, constitueixen els símbols principals d'aquesta renovació.
Limita al nord-oest amb Lambersart i Lompret, al nord amb Saint-André-lez-Lille i La Madeleine, al nord-est amb Marcq-en-Barœul i Mons-en-Barœul, a l'oest amb Pérenchies, Prémesques, Capinghem i Ennetières-en-Weppes, a l'est amb Villeneuve-d'Ascq, al sud-oest amb Englos, Sequedin i Loos, al sud amb Wattignies i Faches-Thumesnil i al sud-est amb Lezennes i Ronchin.
El metro de Lilla fou el primer a funcionar de manera automàtica, sense conductors.

## Geografia
Lilla és al nord de França, al centre del departament del Nord i a prop de Bèlgica, a una vintena de quilòmetres de la regió flamenca al nord i de la regió valona a l'est.
La ciutat s'estableix a la vall de riu Deûle, dels quals diversos afluents, avui dia majoritàriament coberts, la recorren. Navegable des de l'època gal·loromana i condicionat recentment com a canal de gran amplada, el riu travessa la ciutat del sud-oest fins al nord per unir-se amb el riu Lys.
A la meitat del segle iv, durant el declivi de l'Imperi Romà d'Occident, els pobles germànics es van instal·lar al nord de la ruta Boulogne-sur-Mer-Colònia: aleshores la frontèra lingüística passava pel sud de Lilla com ho assenyala la toponímia propera de Wazemmes, Esquermes, Hellemmes, etc. Això no obstant, Lilla i els seus voltants pertanyien al comtat de Flandes però a la regió lingüística romana, anomenada «Flandes Gal·licant». Al segle xi, durant el naixement de Lilla, la frontera lingüística transcorria ja per l'oest de la ciutat. D'aquesta manera, en oposició d'una idea bastant estesa, Lilla no ha sigut mai de parla neerlandesa, contràriament al Westhoek amb les ciutats com (Belle, Duinkerke, Hazebroek on la llengua neerlandesa va ser eliminada quan van ser annexionades per França.
Lilla es troba a la cruïlla de grans rutes viàries europees, però també ferroviàries o marítimes, d'est-oest entre Alemanya, Luxemburg, Bèlgica i el Regne Unit, i de nord-sud enre els Països Baixos, Bèlgica, França i Espanya.
Per carretera, Lilla dista a 80 km de Dunkerque, a 110 km de Calais, a 230 km de París, a 110 km de Brussel·les, a 90 km d'Oostende, a 125 km d'Anvers, a 300 km d'Amsterdam, a 305 km de Luxemburg, a 225 km de Londres (més 55 km en llançadora), a 330 km de Colònia i a 345 km de Bonn. Per avió, Lilla se situa a 93 km de Calais, a 205 km de París, a 408 km d'Estrasburg, a 796 km de Tolosa de Llenguadoc, a 100 km de Brussel·les, a 242 km del centre de Londres, a 230 km d'Amsterdam i a 405 km de Frankfurt.

### Localitats limítrofes
Lilla se situa al centre de la Intercomunitat Lille Métropole Communauté Urbaine. Totes les comunes limítrofes en forment part. No hi ha cap ruptura dins el teixit urbà entre Lilla i aquestes localitats, excepte a l'oest, entre Lomme i les comunes d'Ennetières-en-Weppes, Capinghem, Prémesques, Pérenchies i Lompret que resten àmpliament rurals.

### Orografia i relleu
La ciutat de Lilla es troba al voltant d'uns vint metres d'altitud dins d'un eixample de la vall del riu Deûle. En aquest indret, els darrers afloraments cretians (Senonià i Turonià) de la regió natural del Mélantois s'enfonsen a l'oest sota els Weppes, i al nord sota el Bosc de Barœul, dues regions de relleus moderats desenvolupats per la sorra landeniana i l'argila ipresiana. La recent cobertura sedimentària és present, sota la forma de loess sobre els vessants o d'al·luvions al fons de les valls.
El lœss ha proveït diverses bòbiles que han bastit la ciutat, fins a la segona meitat del segle xx. La creta, anomenada localment com a pedra de Lezennes ha estat àmpliament explotada per a la construcció, essent extreta en pedreres subterrànies (als afores de Lilla, principalment a Loos-lez-Lille i a Emmerin, al sud, i a Lezennes, al sud-est). Aquestes pedreres són materialitzades als camps per obertures closes. La creta de maçoneria, material força comercialitzat, s'utilitzava tradicionalment barrejant amb maó, o bé es destinava a la fabricació de calç.

### Hidrografia
El Deûle és un riu de cabal baix que transcorre dins una ampla vall. Fortament explotat des de l'Edat mitjana, els múltiples estats de les seves canalitzacions i ordenacions dificulten detectar el seu traçat original.
Lilla s'hauria desenvolupat inicialment sobre un punt de ruptura de càrrega del Deûle, en necessitar la descàrrega d'embarcacions fins a una secció més navegable del riu. De fet, fins a la construcció del canal de l'Esplanada al segle xviii, les mercaderies transportades per via fluvial s'havien de traslladar per terra entre l'alt i el baix Deûle.
La ciutat antiga estava travessada per nombrosos canals, per trams del curs originals de petits afluetn del Deûle (entre d'altres pels rius Fourchon, l'Arbonnoise, el Bucquet, la Riviérette, el Ruisseau de Fives, etc.), i per fossars i altres rases excavades per necessitats específiques. Sotmesos a un fort enfangament i considerats com fonts d'agents infecciosos, la majoria han estat assecats i coberts, transformats en col·lectors o clavegueres durant el curs del segle xix. El darrer canal important, el canal del Basse-Deûle, on estava ubicat un dels dos ports històrics de Lilla, va ésser sepultat al principi dels anys 30 per esdevenir l'avinguda Peuple-Belge.
Actualment, tres braços del Deûle subsisteixen parcialment: l'afluent de Canteleu o de l'alt Deûle, que creua el barri de Bois-Blancs; el braç de la Barre i del Deûle mitjà, que transcorre pel carrer de Wault, entre la ciutadella i el nucli antic de Lilla; i el braç del baix Deûle, que emergeix d'un extrem de l'avinguda Peuple-Belge.

### Clima
A Lilla es pot apreciar els principals trets dels climes temperats oceànics: les amplituds tèrmiques estacionals són febles, les precipitacions no són negligibles en cap estació. Els hiverns són suaus i els estius frescos.

## Urbanisme

### Teixit urbà
Tres dimensions principals han contribuït, sovint conjuntament, a donar forma el teixit urbà de la Lilla actual: les extensions successives de la ciutat com a plaça forta, des dels orígens de la vila emmurallada fins l'endemà de la Primera Guerra Mundial, quan les fortificacions esdevingueren obsoletes; les destrosses sobrevingudes amb ocasió dels principals conflictes bèl·lics que la ciutat ha conegut al llarg de la seva història; i finalment les reestructuracions voluntàries de l'espai urbà, a iniciativa dels emprenedors durant la seva industrialització o dels poders públics dins el marc de la seva modernització.

### Extensió de Lilla com a plaça forta
El recinte fortificat de Lilla va conèixer fins a set extensions successives que van agrandir l'espai intramurs de 10 a 1.000 hectàrees sobre un període de 800 anys. Les tres principals ampliacions foren: durant el segle xiii, amb ocasió de l'annexió de les parròquies de Saint-Maurice i Saint-Sauveur; el 1670, durant la construcció de la ciutadella i el reforçament del sistema de defensa de la vila per l'enginyer Vauban, la qual es va acompanyar de l'annexió dels districtes de Saint-André i de la Madeleine; el 1858, seguidament a l'annexió de les viles de Wazemmes, Moulins, Esquermes, Fives i del districte de Saint-Maurice, al terme de la qual les tres primeres comunes es troben àmpliament incloses dins el nou perímetre fortificat. La primera extensió definí un perímetre d'urbanització densa d'origen medieval sota influència flamenca; la segona un afegiment d'estil clàssic francès i una infraestructura militar particularment imposada; la tercera la inscripció d'una veritable vila moderna, ja marcada per la industrialització naixent, i una influència cada cop més considerable de les fortificacions. Obsoletes el 1919, aquestes fortificaciones i els terrenys militars que les envoltaven han suposat una oportunitat per a la implantació d'infraestructures modernes des del període d'entreguerres fins als anys 90 (nova facultat de dret, ciutat administrativa, habitatges socials, vies ràpides, espais verds, ciutat hospitalària, Lille Grand Palais i Euralille, etc.). Aquest contrast entre la part intramurs del nucli antic i els barris fora de les muralles resta conseqüentment encara molt sensible avui dia.

### Setges militars
Regularment castigada pels nombrosos setges que ha patit, Lilla ha estat sempre reconstruïda. Les destrucciones més danyines foren també les més recents. Primerament durant el transcurs de la Revolució i el setge de la ciutat el 1792. Després de l'expropiació dels béns nacionals, sovint abocats a la demolició, s'afegeixen el desgast provocat pel setge austríac al curs del qual un gran nombre d'edificis públics o religiosos i 2.000 habitatges són danyats, mentre que uns 500 són completament destruïts, particularment dins el barri popular de Saint-Sauveur. La Primera Guerra Mundial, de la qual la ciutat surt exhausta després de quatre anys d'ocupació, deixa al seu pas traços indelebles. Els bombardejos de 1914, l'explosió de 1916, els requisaments i la destrucció d'infraestructures per l'ocupant deixen una ciutat en runa i els campaments per als damnificats no desapareixeran fins lentament entre el 1924 i el 1930. La Segona Guerra Mundial es revela menys dramàtica davant les infraestructures industrials, però els danys són no obstant considerables: 1.675 immobles i edificis públics van quedar totalment destruïts, 1.709 greument danyats, i 2.208 més o menys afectats.

### Reestructuracions urbanes
Les primeres operacions de reestructuració a iniciativa del poder públic daten del xvii, en ple domini Habsburg, quan l'Ajuntament fa obrir i pavimentar nous carrers i imposa un nombre definit de tipus de construccions. És en aquesta època quan s'edifiquen l'Antiga Borsa, els edificis principals de l'Hospici Comtal, construccions d'inspiració holandesa i arquejades de les quals encara es poden trobar nombrosos exemples dins el nucli antic de Lilla.
La segona onada sobrevé poc després, abans del final del segle, quan el rei Lluís XIV ordena la construcció d'un nou barri dins els suburbis annexos que s'ubiquen enfront de la ciutadella, i es perllonga al llarg del segle xviii. És en aquesta època quan neix el barri reial, amb els seus palauets particulars, les seves cases de primer i segon rang de planta única i, més àmpliament, l'edificació dins el centre de files de cases d'alçada única i façana idèntica (rang del Beauregard, rang Anselme Carpentier, rangs del carrer de la Monnaie, cases de la plaça dels Oignons, etc.).
Una nova onada, determinant, cobreix la segona meitat del segle XIX després de l'annexió de les comunes limítrofes. A límit sud i oest de la ciutat antiga, noves i rectes avingudes prenen el lloc de les fortificacions desmantellades (en particular, l'actual avinguda de la Liberté amb la Place de la République al seu centre). La ciutat nova és a més estructurada per un quadrilàter format pel carrer Nationale, el boulevard Montebello i el boulevard Victor Hugo al voltant dels quals es basteixen immobles burgesos. És l'època de la construcció de grans edificis públics (Prefectura, Palau de Belles Arts) i dels campus universitaris, catòlic dins el barri Vauban, laic dins el barri Saint-Michel. És també l'època de l'obertura de l'actual carrer Faidherbe, que uneix l'estació amb la Grand Place, i també de l'avinguda de la République, que connecta Lilla amb Roubaix i Tourcoing, prolongada pel boulevard Carnot fins a la Grand Place, i que implicarà importants enderrocaments al nucli antic. És finalment l'època en què la major part dels nombrosos canals a cel obert desapareixen i en què s'introdueix un sistema de neteja públic. Per contra, en els barris que queden al marge d'aquestes operacions d'envergadura trobem un desenvolupament anàrquic dels habitatges obrers que es despleguen prop de fàbriques que no cessen d'ampliar-se.
Davant la creixent preocupació per la salubritat pública, i per fer front al problema recurrent de l'edificació exacerbada per la destrucció de les dues guerres mondials, durant el segle XX s'haurà de procedir a enderrocaments massius dins el nucli antic abans que finalment s'acabés d'imposar la preservació del patrimoni històric urbà. Aquest serà el cas de l'antic barri de Saint-Sauveur, ja demolit parcialment els anys 20 en ocasió de la construcció del nou ajuntament déjà partiellement démoli lors de l'édification du nouvel hôtel de ville dans les années 1920, i completament arrasat durants els 60 per fer lloc a noves vies i a projectes immobiliaris moderns.

### Barris
Contràriament a la majoria de viles medievals, Lilla no s'ha desenvolupat de manera circular al voltant d'un centre, sinó per la construcció de barris sencers i absorbint viles veïnes. Per aquest motiu la ciutat es presenta més aviat com un mosaic de barris, cada un amb una fisonomia i un dinamisme propis.
El nucli històric constitueix avui dia una part dels barris de la Vella Lilla i Lilla Centre. No obstant aquests barris cobreixen igualment extensions de la ciutat des del segle XVII fins al XIX. Tot seguint trobem els barris creats arran de les annexions del segle xix, que són els barris de Bois Blancs, de Vauban Esquermes, de Wazemmes, de Lille-Moulins, de Béthune, de Lilla-Sud, de Saint-Maurice Pellevoisin i de Fives. Finalment trobem les comunes associades durant el segle XX, Hellemmes a l'est i Lomme a l'oest.
Els barris desfavorits corresponent més particularment a una mitja lluna que s'estén al sud de la ciutat i, puntualment, a l'est i a l'oest. Els barris de Moulins, Béthune i Lille-Sud són classificades com a zones franques urbanes i acullen al voltant del 15% de la població de Lilla. Amb excepció de Moulins, aquests barris s'han desenvolupat escassament malgrat els esforços del govern local.
Els barris de la Lilla Vella, de Wazemmes i de Saint-Maurice Pellevoisin han conegut una evolució particularment dinàmica. Les raons d'aquestes evolucions són variades. Es pot citar principalment la bellesa i la riquesa històrica de la Vella Lilla, la vivacitat de la vida associativa i artística de Wazemmes i la proximitat a les noves infraestructures comercials i de transports (Euralille, Estació de Lilla-Europa) per Saint-Maurice Pellevoisin.

### Conurbació
Al llarg de la seva història, Lilla s'ha trobat closa dins les seves fortificacions. En conseqüència, es van desenvolupar comunes puixants als voltants de la plaça forta, especialment durant la revolució industrial: si entre 1861 i 1931 Lilla enregistra un creixement de la seva població del 50%, els seus suburbis van experimentar una duplicació en el nombre d'habitants, mentre que les poblacions de Roubaix i Tourcoing es van multiplicar per 2,5. Avui dia, segons l'Atles transfronterer de l'Insee, el conjunt format per l'aglomeració transfronterera de Lilla comprèn un milió d'habitants al costat francès, i fins a 1,2 milions si s'integren ciutats frontereres del costat belga, com ara Mouscron, Comines, Wervik, etc. L'aglomeració de la qual forma part Lilla és així la quart aglomeració francesa en població, darrere de les de París, Lió i Marsella.
Aquesta aglomeració pertany igualment a una vasta conurbació que s'estén notablement a Bèlgica amb les ciutats de Courtrai, Tournai, Roulers, Mouscron, Ypres i Menin, englobant més d'1,9 milions d'habitants. La conurbació va donar lloc, el gener del 2008, a la primera agrupació europea de cooperació territorial (GECT), l'Eurometròpoli Lilla Kortrijk Tournai.

### Habitatge
Lilla compta un total de 123.374 habitatges el 2006, dels quals 29.176 són cases i 92.244 apartaments. La major part dels habitatges són residències principals: hi ha 114.191 habitatges principals, essent el 92,6% del conjunt. No es compten més que 262 residències secundàries i 988 habitatges ocasionals. Els habitatges vacants són a més relativament poc nombrosos (7.931, essent un 6,4%).
Entre les residències principals, 31.646 són habitatges en propietat. La renta són arrendades, i 25.158 són habitatges socials. L'habitatge social és present a tots els barris, incloent-hi el centre històric. Però la seva proporció és netament més forta al sud i a l'est que al centre on l'objectiu del projecte urbà de gener del 2005 és d'incrementar la proporció a un 20%. Tractant-se de les habitacions de les residències principals, 22.296 no tenen més que una cambra; 27.953 en compten dos; 23.310 en posseeixen tres i 40.643 en posseeixen quatre o més.
Entre les 114.191 residències principals, la part corresponent a habitatges recents és important: 49.087 daten d'abans de 1949; 29.879 daten d'un període comprès entre 1949 i 1974; 16.938 daten de 1975 a 1989 i 18.287 daten de 1990 a 2006.
Si el confort d'aquestes residències principals resta variable, ha evolucionat molt al llarg dels darrers quaranta anys. El 1968 només el 48,6 % dels habitatges tenen un vàter interior, 43 % una banyera o una dutxa, i el 33 % calefacció central. El 2006, 1.996 residències, essent l'1,7 %, no tenen ni banyera ni dutxa, i 4.590 no tenen una cambra reservades per aquestes instal·lacions. Tanmateix, 71.938 habitatges (63 %) tenen escalfament central i 39.551 (35 %) disposen de garatge o pàrquing.

### Vies de comunicació i transports
Lilla disposa d'una situació geogràfica privilegiada. Des de fa una trentena d'anys, s'ha desenvolupat una important xarxa de transports que fa de la ciutat una cruïlla europea, particularment en l'àmbit viari i ferroviari i, en menor mesura, portuari i aeroportuari.
En l'àmbit urbà, Lilla disposa d'un cinturó perifèric i d'una xarxa relativament densa de vies ràpides que alliberen la majoria de les comunes de l'aglomeració. Els transports públics (metro, autobús i tramvia) estan àmpliament desenvolupats però, com dins la majoria de les metròpolis, tenen l'inconvenient de restar polaritzades principalment al voltant de Lilla.
Pel que fa a la mateixa ciutat de Lilla, una darrera enquesta del 2006 sobre els desplaçaments urbans mostra una mobilitat per habitant més aviat elevada amb relació a la mitjana de la metròpoli. La primera modalitat de desplaçament és a peu, que representa el 47 % dels desplaçaments. El segon és l'automòbil amb el 33 % dels desplaçaments. Però els lillencs es desplacen relativament cada cop menys en cotxes (-18 % de desplaçaments entre el 1998 i el 2006). Per contra, es desplacen cada cop més en transports col·lectius urbans (17 % dels desplaçaments) i en bicicleta (2 % dels desplaçaments), modalitats que marquen a més una neta progressió.
Des de principis dels anys 2000, s'ha emprès un esforç relativament important per a la promoció dels desplaçaments en bicicleta. La xarxa de pistes ciclistes engloba així poc més de 450 km a la metròpoli. Des del 16 de setembre de 2011, Lilla s'ha dotat d'un sistema de bicicletes de lliure servei, el V'Lille, que proposa 2.000 bicicletes repartides sobre 270 estacions situades a Lilla i a dins d'altres comunes. El servei ofereix igualment 3.000 bicicletes en lloguer de llarga durada.
Els darrers anys Lilla s'ha obert a noves formes de mobilitat, tal com ho demostren els projectes Cycloville i EcoTa.co.

### Projectes actuals d'ordenació
Actualment la ciutat de Lilla emprèn tres grans projectes urbanístics:
• El Gran Projecte Urbà (GPU). Se centra en l'ordenació d'habitatge social i en la rehabilitació d'habitatge antic als barris de Lilla-Sud i de la Porta de Valenciennes a Moulins. Comprèn principalment la construcció de 3.400 habitatges nous i la reconstrucció i rehabilitació d'una dotzena d'equipaments públics. Iniciat el 2006, hauria d'estar acabat el 2015;
• L'ordenació de les ribes de l'alt Deûle, entre Lomme i el barri de Bois Blanc. Cobreix una superfície de cent hectàrees i està organitzat al voltant de la rehabilitació d'un centre d'activitats consagrat als NTIC, que acull el pols d'excel·lència EuraTechnologies, i de la creació d'un parc urbà. Es va iniciar el 2004 amb la creació de la ZAC de les ribes de l'alt Deûle;
• L'extensió d'Euralille, des del nord de l'estació Lilla-Europa fins a l'estació Saint-Sauveur. El programa s'enfoca a l'extensió del Gran Palais i a la implantació d'un casino, mentre que l'ampliació d'Euralille, que en acull en particular el nou Govern regional i al voltant de 800 habitatges, es va finalitzar el 2010.
Es vol iniciar també un quart projecte, plantejat des del 1994. Es tracta del parc Eurasanté, destinat a acollir empreses especialitzades en biologia, biotecnologia i ciències de la salut. El perímetre actual del parc és de 130 hectàrees que haurien d'incrementar-se fins a 170 fins al 2020. El programa actual, amb horitzó el 2015, hauria de comprendre de 300.000 a 345.000 m² d'oficines i laboratoris, però també un centre de serveis, un hotel i habitatges.
D'entre els grans projectes que encara resten de definir, es pot citar la reconversió de la zona de l'antiga estació Saint-Saveur, al centre (al voltant de 20 hectàrees) i la dels terrenys de Fivees Cail Babcock a Fives (una vintena d'hectàrees igualment), i la de l'antiga filatura Mossley a Hellemmes (3,2 hectàrees). Aquesta última ha donat lloc no obstant a la creació d'una ZAC el 2006, el ZAC del Parc de la Filatura, que proposa principalment la construcció de 260 habitatges, un espai verd públic de 5.000 m², una filmoteca, una guarderia i una residència per a la gent gran,
Finalment, estan en curs estudis relacionats amb la renovació de diversos canals antics. Es tracta principalment de la rehabilitació del baix Deûle dins el nucli antic, actualment avinguda del Peuple Belge. Una primera fase hauria de centrar-se en la unió de l'avinguda, enfront de l'antic hospici general, amb el curs actual del canal dins la ciutat de Saint-André-lez-Lille. El canal del Cirque, que envoltava la catedral, el canal Saint-Pierre i l'abeurador Saint-Jacques podrien també formar part del projecte, així com la reconstrucció del molí Saint-Pierre, amb les seves tres rodes, del qual només subsisteix la façana al carrer de la Monnaie.

## Toponímia
El nom de la ciutat prové de la seva situació geogràfica: una illa sobre el riu Deûle on la ciutat va ésser fundada. Els textos més antics indiquen "Lilla": l'apòstrof encara no existia a l'antic picard (anomenat localment "roumans" aleshores i més tard "langage pickart"), que volia dir "l'illa", com en català. Més endavant podríem trobar reparacions etimològiques com "Lisle". La ciutat s'ha acreditat d'aquesta manera sota les formes llatinitzades Isla a la carta de 1006, Insula el 1104, castr Insulano el 1177 i finalment sota la forma francesa Lysle el 1259. La denominació de 1259 mostra un afegit precoç de l'article definit i la seva aglutinació amb el nom. En francès, el terme isle està documentat des del segle XII i procedeix del gal·loromà isula, que prové al mateix temps del llatí i[n]sula «illa de cases».

## Demografia
| 1962                                       | 1968    | 1975    | 1982    | 1990    | 1999    | 2006    |
| ------------------------------------------ | ------- | ------- | ------- | ------- | ------- | ------- |
| 193.096                                    | 190.546 | 172.280 | 168.424 | 172.142 | 184.657 | 226.014 |
| Des de 1962: població sense dobles comptes |         |         |         |         |         |         |

## Història
Lilla posseeix una llarga història i una rica tradició de resistència armada. Ha esdevingut notablement la ciutat més assetjada de França, i els seus canoners constituïen una confraria molt respectada. Vet aquí els períodes i fets històrics més rellevants de la comuna.

### Orígens
Segons la llegenda, Lilla hauria estat fundada l'any 640 per Lydéric. Això no obstant, la vila no apareix als arxius fins a partir de segle XI. La ubicació actual de la ciutat ha revelat les traces d'ocupacions anteriors (prehistòria, època gal·loromana, dominació merovíngia i carolíngia), però els vestigis retrobats no diuen res de la urbanització durant aquestes èpoques, encara que sembla probable que existís almenys un llogaret a l'època romana, ja que excavacions arqueològiques semblen indicar un poblament anterior al segon mil·lenni abans de l'era cristiana, sobretot a l'emplaçament actual dels barris de Fives, de Wazemmes i de la Lilla Vella. Aquest llogaret portà potser el nom de Treola (Treille en llatí), finca vinícola mencionada a l'època carolíngia i vocable sota el qual la Verge és honorada a Lilla. A més serien probables les traces d'un primer port fluvial a mitjans del segle viii. Situat a l'afluència dels braços del Deûle, el Becquerel i el Bucquet, la vila s'hauria aleshores constituït al voltant d'un castrum (indret de la Treille), d'un primer port i del fòrum. Les condicions del naixement de la vila resten no obstant un assumpte de controvèrsia, fundada per Balduí V de Flandes segons alguns autors, o com a lenta evolució d'un domini rural de l'època carolíngia segons altres.
El comtat de Flandes agrupava en aquesta època un seguit d'antigues ciutats romanes (Boulogne, Arràs, Cambrai) i d'altres ciutats fundades pels carolingis (Valenciennes, Saint-Omer, Gant, Bruges, Anvers). Hom pot considerar la riba esquerra del riu Escalda com a límit de la regió del comtat de Flandes. Era una de les regions més riques i pròsperes d'Europa. En l'antiguitat va estar poblada pels celtes i més tard per diverses tribus germàniques. A partir del 830 i fins al 910, els vikings irrompen al comtat de Flandes. Rere les destruccions patides a conseqüència de les invasions normandes i hongareses, la banda oriental va atreure la cobdícia dels prínceps. Va ser en aquest context que va produir-se la creació de la ciutat.
El 1144 es funda la parròquia de Sant Salvador, de què prendrà el nom el barri de Sant Salvador.
Els comtes de Flandes, de Boulogne i de l'Hainaut, Anglaterra i el Sacre Imperi Romanogermànic s'uneixen per fer la guerra a França i al rei d'aquesta, Felip II August, la qual va acabar amb la victòria francesa de Bouvines el 1214. El comte Ferran de Portugal és empresonat i és la dona, Joana de Flandes, qui va governar la ciutat. Lilla tenia aleshores 10.000 habitants.
L'explosió del polvorí dels Divuit Ponts, a Lilla l'11 de gener de 1916 va provocar 104 morts i 400 ferits, i s'especula que fos obra d'un sabotatge contra l'exèrcit ocupant alemany durant la Primera Guerra Mundial.

## Administració
| Període   | Identitat        | Partit |
| --------- | ---------------- | ------ |
| 1955-1973 | Augustin Laurent | PS     |
| 1973-2001 | Pierre Mauroy    | PS     |
| 2001-     | Martine Aubry    | PS     |

## Llocs d'interès
- La Bourse
- L'Ópera
- L'església de Sant Maurici
- Palau Rameau
- La ciutadella Vauban
- La porta de Roubaix
- Palau de Belles Arts de Lilla
- La porta de París
- L'Hospice Comtesse
- Lille Métropole - Museu d'Art Modern, d'Art Contemporani i d'Art Marginal, a Villeneuve d'Ascq

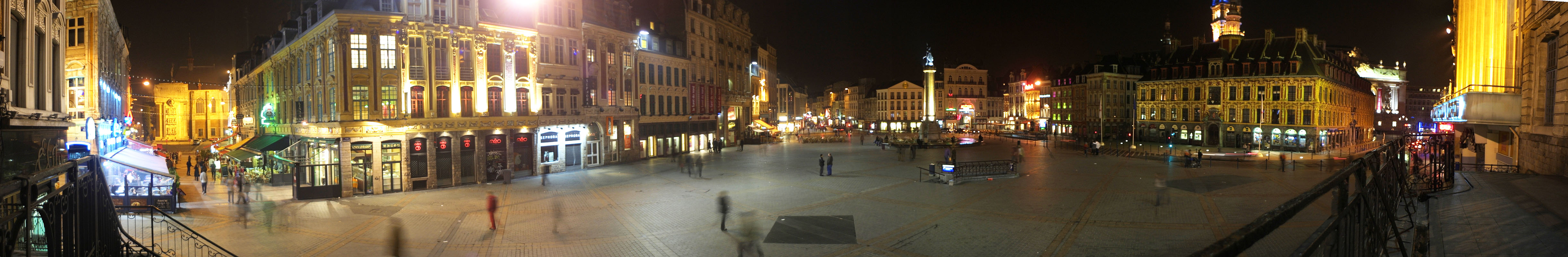
Vista de la Plaça del General de Gaulle de Lille, de nit.

## Educació
- ESME Sudria
- École pour l'informatique et les nouvelles technologies
- EDHEC Business School
- IÉSEG School of Management
- Institut supérieur européen de formation par l'action
- ISEG Marketing and Communication School
- ISG Business School
- SKEMA Business School

## Agermanaments
| - Rotterdam, 1958 - Valladolid, 1987 - Erfurt, 1988 - Breslau, 1990 |

## Persones il·lustres
- Dorian Dervite
- Emile Mathieu (1844-1932), compositor d'òpera
- Adolphe Vogel (1805-1892), compositor musical
- Philippe Noiret (1930-2006), actor de cinema
- Ferdinand Lavaine (1810-1893), compositor i pianista
- Jean Baptiste Perrin (1870-1942), físic i químic, Premi Nobel de Física de 1926.
- Charles de Gaulle (1890-1970), general francès i home d'Estat
- Alphonse Colàs (1818-1887), pintor
- Henri Mineur (1899-1954), astrònom i matemàtic